# Suddivisione amministrativa del Liaoning
La provincia del Liaoning è suddivisa amministrativamente nei seguenti tre livelli:
- 14 prefetture (地区 dìqū)
  - 12 città con status di prefettura
  - 2 prefetture autonome
- 101 contee (县 xiàn)
  - 16 città con status di contea (县级市 xiànjíshì)
  - 18 contee
  - 8 contee autonome (自治县 zìzhìxiàn)
  - 59 distretti (市辖区 shìxiáqū)
- 1.502 città (镇 zhèn)
  - 585 città (镇 zhèn)
  - 313 comuni (乡 xiāng)
  - 78 comuni etnici (民族乡 mínzúxiāng)
  - 526 sotto-distretti (街道办事处 jiēdàobànshìchù)

| Prefetture                   | Contee, distretti e città                  | Contee, distretti e città | Contee, distretti e città        |
| Prefetture                   | Nome                                       | Cinese (S)                | Pinyin                           |
| ---------------------------- | ------------------------------------------ | ------------------------- | -------------------------------- |
| Shenyang 沈阳市 Shěnyáng Shì | Distretto di Shenhe                        | 沈河区                    | Shěnhé Qū                        |
| Shenyang 沈阳市 Shěnyáng Shì | Distretto di Heping                        | 和平区                    | Hépíng Qū                        |
| Shenyang 沈阳市 Shěnyáng Shì | Distretto di Dadong                        | 大东区                    | Dàdōng Qū                        |
| Shenyang 沈阳市 Shěnyáng Shì | Distretto di Huanggu                       | 皇姑区                    | Huánggū Qū                       |
| Shenyang 沈阳市 Shěnyáng Shì | Distretto di Tiexi                         | 铁西区                    | Tiěxī Qū                         |
| Shenyang 沈阳市 Shěnyáng Shì | Distretto di Sujiatun                      | 苏家屯区                  | Sūjiātún Qū                      |
| Shenyang 沈阳市 Shěnyáng Shì | Distretto di Hunnan                        | 东陵区                    | Húnnán Qū                        |
| Shenyang 沈阳市 Shěnyáng Shì | Nuovo distretto di Shenbei                 | 沈北新区                  | Shěnběi Xīn Qū                   |
| Shenyang 沈阳市 Shěnyáng Shì | Distretto di Yuhong                        | 于洪区                    | Yúhóng Qū                        |
| Shenyang 沈阳市 Shěnyáng Shì | Distretto di Liaozhong                     | 辽中县                    | Liáozhōng Xiàn                   |
| Shenyang 沈阳市 Shěnyáng Shì | Contea di Kangping                         | 康平县                    | Kāngpíng Xiàn                    |
| Shenyang 沈阳市 Shěnyáng Shì | Contea di Faku                             | 法库县                    | Fǎkù Xiàn                        |
| Shenyang 沈阳市 Shěnyáng Shì | Xinmin                                     | 新民市                    | Xīnmín Shì                       |
| Dalian 大连市 Dàlián Shì     | Distretto di Xigang                        | 西岗区                    | Xīgǎng Qū                        |
| Dalian 大连市 Dàlián Shì     | Distretto di Zhongshan                     | 中山区                    | Zhōngshān Qū                     |
| Dalian 大连市 Dàlián Shì     | Distretto di Shahekou                      | 沙河口区                  | Shākékǒu Qū                      |
| Dalian 大连市 Dàlián Shì     | Distretto di Ganjingzi                     | 甘井子区                  | Gānjǐngzi Qū                     |
| Dalian 大连市 Dàlián Shì     | Distretto di Lüshunkou                     | 旅顺口区                  | Lǚshùnkǒu Qū                     |
| Dalian 大连市 Dàlián Shì     | Distretto di Jinzhou                       | 金州区                    | Jīnzhōu Qū                       |
| Dalian 大连市 Dàlián Shì     | Distretto di Pulandian                     | 普兰店区                  | Pǔlándiàn Qū                     |
| Dalian 大连市 Dàlián Shì     | Contea di Changhai                         | 长海县                    | Chánghǎi Xiàn                    |
| Dalian 大连市 Dàlián Shì     | Wafangdian                                 | 瓦房店市                  | Wǎfángdiàn Shì                   |
| Dalian 大连市 Dàlián Shì     | Zhuanghe                                   | 庄河市                    | Zhuānghé Shì                     |
| Anshan 鞍山市 Ānshān Shì     | Distretto di Tiedong                       | 铁东区                    | Tiědōng Qū                       |
| Anshan 鞍山市 Ānshān Shì     | Distretto di Tiexi                         | 铁西区                    | Tiěxī Qū                         |
| Anshan 鞍山市 Ānshān Shì     | Distretto di Lishan                        | 立山区                    | Lìshān Qū                        |
| Anshan 鞍山市 Ānshān Shì     | Distretto di Qianshan                      | 千山区                    | Qiānshān Qū                      |
| Anshan 鞍山市 Ānshān Shì     | Contea di Tai'an                           | 台安县                    | Tái'ān Xiàn                      |
| Anshan 鞍山市 Ānshān Shì     | Contea autonoma manciù di Xiuyan           | 岫岩满族自治县            | Xiùyán Mǎnzú Zìzhìxiàn           |
| Anshan 鞍山市 Ānshān Shì     | Haicheng                                   | 海城市                    | Hǎichéng Shì                     |
| Fushun 抚顺市 Fǔshùn Shì     | Distretto di Xinfu                         | 新抚区                    | Xīnfǔ Qū                         |
| Fushun 抚顺市 Fǔshùn Shì     | Distretto di Dongzhou                      | 东洲区                    | Dōngzhōu Qū                      |
| Fushun 抚顺市 Fǔshùn Shì     | Distretto di Wanghua                       | 望花区                    | Wànghuā Qū                       |
| Fushun 抚顺市 Fǔshùn Shì     | Distretto di Shuncheng                     | 顺城区                    | Shùnchéng Qū                     |
| Fushun 抚顺市 Fǔshùn Shì     | Contea di Fushun                           | 抚顺县                    | Fǔshùn Xiàn                      |
| Fushun 抚顺市 Fǔshùn Shì     | Contea autonoma manciù di Xinbin           | 新宾满族自治县            | Xīnbīn Mǎnzú Zìzhìxiàn           |
| Fushun 抚顺市 Fǔshùn Shì     | Contea autonoma manciù di Qingyuan         | 清原满族自治县            | Qīngyuán Mǎnzú Zìzhìxiàn         |
| Benxi 本溪市 Běnxī Shì       | Distretto di Pingshan                      | 平山区                    | Píngshān Qū                      |
| Benxi 本溪市 Běnxī Shì       | Distretto di Xihu                          | 溪湖区                    | Xīhú Qū                          |
| Benxi 本溪市 Běnxī Shì       | Distretto di Mingshan                      | 明山区                    | Míngshān Qū                      |
| Benxi 本溪市 Běnxī Shì       | Distretto di Nanfen                        | 南芬区                    | Nánfēn Qū                        |
| Benxi 本溪市 Běnxī Shì       | Contea autonoma manciù di Benxi            | 本溪满族自治县            | Běnxī Mǎnzú Zìzhìxiàn            |
| Benxi 本溪市 Běnxī Shì       | Contea autonoma manciù di Huanren          | 桓仁满族自治县            | Huánrén Mǎnzú Zìzhìxiàn          |
| Dandong 丹东市 Dāndōng Shì   | Distretto di Yuanbao                       | 元宝区                    | Yuánbǎo Qū                       |
| Dandong 丹东市 Dāndōng Shì   | Distretto di Zhenxing                      | 振兴区                    | Zhènxīng Qū                      |
| Dandong 丹东市 Dāndōng Shì   | Distretto di Zhen'an                       | 振安区                    | Zhèn'ān Qū                       |
| Dandong 丹东市 Dāndōng Shì   | Contea autonoma manciù di Kuandian         | 宽甸满族自治县            | Kuāndiàn Mǎnzú Zìzhìxiàn         |
| Dandong 丹东市 Dāndōng Shì   | Donggang                                   | 东港市                    | Dōnggǎng Shì                     |
| Dandong 丹东市 Dāndōng Shì   | Fengcheng                                  | 凤城市                    | Fèngchéng Shì                    |
| Jinzhou 锦州市 Jǐnzhōu Shì   | Distretto di Guta                          | 古塔区                    | Gǔtǎ Qū                          |
| Jinzhou 锦州市 Jǐnzhōu Shì   | Distretto di Linghe                        | 凌河区                    | Línghé Qū                        |
| Jinzhou 锦州市 Jǐnzhōu Shì   | Distretto di Taihe                         | 太和区                    | Tàihé Qū                         |
| Jinzhou 锦州市 Jǐnzhōu Shì   | Contea di Heishan                          | 黑山县                    | Hēishān Xiàn                     |
| Jinzhou 锦州市 Jǐnzhōu Shì   | Contea di Yi                               | 义县                      | Yì Xiàn                          |
| Jinzhou 锦州市 Jǐnzhōu Shì   | Linghai                                    | 凌海市                    | Línghǎi Shì                      |
| Jinzhou 锦州市 Jǐnzhōu Shì   | Beizhen                                    | 北镇市                    | Běizhèn Shì                      |
| Yingkou 营口市 Yíngkǒu Shì   | Distretto di Zhanqian                      | 站前区                    | Zhànqián Qū                      |
| Yingkou 营口市 Yíngkǒu Shì   | Distretto di Xishi                         | 西市区                    | Xīshì Qū                         |
| Yingkou 营口市 Yíngkǒu Shì   | Distretto di Bayuquan                      | 鲅鱼圈区                  | Bàyúquān Qū                      |
| Yingkou 营口市 Yíngkǒu Shì   | Distretto di Laobian                       | 老边区                    | Lǎobiān Qū                       |
| Yingkou 营口市 Yíngkǒu Shì   | Gaizhou                                    | 盖州市                    | Gàizhōu Shì                      |
| Yingkou 营口市 Yíngkǒu Shì   | Dashiqiao                                  | 大石桥市                  | Dàshíqiáo Shì                    |
| Fuxin 阜新市 Fùxīn Shì       | Distretto di Haizhou                       | 海州区                    | Hǎizhōu Qū                       |
| Fuxin 阜新市 Fùxīn Shì       | Distretto di Xinqiu                        | 新邱区                    | Xīnqiū Qū                        |
| Fuxin 阜新市 Fùxīn Shì       | Distretto di Taiping                       | 太平区                    | Tàipíng Qū                       |
| Fuxin 阜新市 Fùxīn Shì       | Distretto di Qinghemen                     | 清河门区                  | Qīnghémén Qū                     |
| Fuxin 阜新市 Fùxīn Shì       | Distretto di Xihe                          | 细河区                    | Xìhé Qū                          |
| Fuxin 阜新市 Fùxīn Shì       | Contea autonoma mongola di Fuxin           | 阜新蒙古族自治县          | Fùxīn Měnggǔzú Zìzhìxiàn         |
| Fuxin 阜新市 Fùxīn Shì       | Contea di Zhangwu                          | 彰武县                    | Zhāngwǔ Xiàn                     |
| Liaoyang 辽阳市 Liáoyáng Shì | Distretto di Baita                         | 白塔区                    | Báitǎ Qū                         |
| Liaoyang 辽阳市 Liáoyáng Shì | Distretto di Wensheng                      | 文圣区                    | Wénshèng Qū                      |
| Liaoyang 辽阳市 Liáoyáng Shì | Distretto di Hongwei                       | 宏伟区                    | Hóngwěi Qū                       |
| Liaoyang 辽阳市 Liáoyáng Shì | Distretto di Gongchangling                 | 弓长岭区                  | Gōngchánglǐng Qū                 |
| Liaoyang 辽阳市 Liáoyáng Shì | Distretto di Taizihe                       | 太子河区                  | Tàizǐhé Qū                       |
| Liaoyang 辽阳市 Liáoyáng Shì | Contea di Liaoyang                         | 辽阳县                    | Liáoyáng Xiàn                    |
| Liaoyang 辽阳市 Liáoyáng Shì | Dengta                                     | 灯塔市                    | Dēngtǎ Shì                       |
| Panjin 盘锦市 Pánjǐn Shì     | Distretto di Shuangtaizi                   | 双台子区                  | Shuāngtáizi Qū                   |
| Panjin 盘锦市 Pánjǐn Shì     | Distretto di Xinglongtai                   | 兴隆台区                  | Xīnglóngtái Qū                   |
| Panjin 盘锦市 Pánjǐn Shì     | Distretto di Dawa                          | 大洼区                    | Dàwā Qū                          |
| Panjin 盘锦市 Pánjǐn Shì     | Contea di Panshan                          | 盘山县                    | Pánshān Xiàn                     |
| Tieling 铁岭市 Tiělǐng Shì   | Distretto di Yinzhou                       | 银州区                    | Yínzhōu Qū                       |
| Tieling 铁岭市 Tiělǐng Shì   | Distretto di Qinghe                        | 清河区                    | Qīnghé Qū                        |
| Tieling 铁岭市 Tiělǐng Shì   | Contea di Tieling                          | 铁岭县                    | Tiělǐng Xiàn                     |
| Tieling 铁岭市 Tiělǐng Shì   | Contea di Xifeng                           | 西丰县                    | Xīfēng Xiàn                      |
| Tieling 铁岭市 Tiělǐng Shì   | Contea di Changtu                          | 昌图县                    | Chāngtú Xiàn                     |
| Tieling 铁岭市 Tiělǐng Shì   | Diaobingshan                               | 调兵山市                  | Diàobīngshān Shì                 |
| Tieling 铁岭市 Tiělǐng Shì   | Kaiyuan                                    | 开原市                    | Kāiyuán Shì                      |
| Chaoyang 朝阳市 Cháoyáng Shì | Distretto di Shuangta                      | 双塔区                    | Shuāngtǎ Qū                      |
| Chaoyang 朝阳市 Cháoyáng Shì | Distretto di Longcheng                     | 龙城区                    | Lóngchéng Qū                     |
| Chaoyang 朝阳市 Cháoyáng Shì | Contea di Chaoyang                         | 朝阳县                    | Cháoyáng Xiàn                    |
| Chaoyang 朝阳市 Cháoyáng Shì | Contea di Jianping                         | 建平县                    | Jiànpíng Xiàn                    |
| Chaoyang 朝阳市 Cháoyáng Shì | Contra autonoma mongola sinistra di Harqin | 喀喇沁左翼 蒙古族自治县   | Kālāqìn Zuǒyì Měnggǔzú Zìzhìxiàn |
| Chaoyang 朝阳市 Cháoyáng Shì | Beipiao                                    | 北票市                    | Běipiào Shì                      |
| Chaoyang 朝阳市 Cháoyáng Shì | Lingyuan                                   | 凌源市                    | Língyuán Shì                     |
| Huludao 葫芦岛市 Húludǎo Shì | Distretto di Lianshan                      | 连山区                    | Liánshān Qū                      |
| Huludao 葫芦岛市 Húludǎo Shì | Distretto di Longgang                      | 龙港区                    | Lónggǎng Qū                      |
| Huludao 葫芦岛市 Húludǎo Shì | Distretto di Nanpiao                       | 南票区                    | Nánpiào Qū                       |
| Huludao 葫芦岛市 Húludǎo Shì | Contea di Suizhong                         | 绥中县                    | Suízhōng Xiàn                    |
| Huludao 葫芦岛市 Húludǎo Shì | Contea di Jianchang                        | 建昌县                    | Jiànchāng Xiàn                   |
| Huludao 葫芦岛市 Húludǎo Shì | Xingcheng                                  | 兴城市                    | Xīngchéng Shì                    |